# Пулпађу (Сасари)
Пулпађу је насеље у Италији у округу Сасари, региону Сардинија.
Према процени из 2011. у насељу је живело 126 становника. Насеље се налази на надморској висини од 304 м.